# 糯福乡
糯福乡（佤语：hnong fug:1094），是中华人民共和国云南省普洱市澜沧拉祜族自治县下辖的一个乡镇级行政单位。

## 行政区划
糯福乡下辖以下地区：
糯福村、戈的村、阿木戛村、东勐宋村、坝卡乃村、洛勐村、南段村、宛卡村和阿里村。